# Sandra Marinello
Sandra Marinello (* 29. Mai 1983 in Duisburg) ist eine deutsche Badmintonspielerin.

## Karriere
Sandra Marinello entwickelte sich kontinuierlich von einer Nachwuchsmeisterin zur deutschen Meisterin der Erwachsenen und zur Nationalspielerin. 2002 gewann sie noch als Juniorin ihre erste Medaille bei den Titelkämpfen der Erwachsenen. 2003 steigerte sie sich von einmal Bronze auf einmal Silber und einmal Bronze. 2009 erkämpfte sie sich dann ihren ersten deutschen Meistertitel im Damendoppel, welchen sie 2010 verteidigen konnte. 2012 konnte sie mit der deutschen Damennationalmannschaft die Goldmedaille bei der Mannschaftseuropameisterschaft erringen. Kurz nachdem Marinello sich mit ihrer Partnerin Birgit Michels nicht für die Olympischen Sommerspiele 2012 in London qualifizieren konnte, beendete sie im Juni ihre internationale Karriere, um sich primär auf ihre weitere berufliche Laufbahn konzentrieren zu können.

## Sportliche Erfolge
| Saison      | Veranstaltung                        | Disziplin   | Platz | Name                                                                               |
| ----------- | ------------------------------------ | ----------- | ----- | ---------------------------------------------------------------------------------- |
| 1994/1995   | Westdeutsche Einzelmeisterschaft U12 | Damendoppel | 1     | Juliane Schenk / Sandra Marinello (Hülser SV / DJK Thomasstadt Kempen)             |
| 1996/1997   | Westdeutsche Einzelmeisterschaft U14 | Damendoppel | 1     | Juliane Schenk / Sandra Marinello (Hülser SV / DJK Thomasstadt Kempen)             |
| 1996/1997   | Deutsche Einzelmeisterschaft U14     | Damendoppel | 1     | Sandra Marinello / Juliane Schenk (DJK Thomasstadt Kempen / Hülser SV)             |
| 1997/1998   | Westdeutsche Einzelmeisterschaft U15 | Damendoppel | 1     | Birgit Overzier / Sandra Marinello (TTC Brauweiler 1948 / DJK Thomasstadt Kempen)  |
| 1997/1998   | Deutsche Einzelmeisterschaft U15     | Damendoppel | 1     | Birgit Overzier / Sandra Marinello (TTC Brauweiler / DJK Thomasstadt Kempen)       |
| 1997/1998   | Deutsche Einzelmeisterschaft U15     | Mixed       | 2     | Kai-Simon Preuten (RW Wesel) / Sandra Marinello (DJK Thomsst. Kempen)              |
| 1998/1999   | Westdeutsche Einzelmeisterschaft U17 | Mixed       | 1     | Kai-Simon Preuten / Marinello Sandra (BV Wesel Rot-Weiss)                          |
| 1998/1999   | Westdeutsche Einzelmeisterschaft U17 | Dameneinzel | 1     | Sandra Marinello (BV Wesel Rot-Weiss)                                              |
| 1998/1999   | Westdeutsche Einzelmeisterschaft U17 | Damendoppel | 1     | Sandra Marinello / Carolin Stühmeyer (BV Wesel Rot-Weiss / BC Löhne)               |
| 1999/2000   | Deutsche Einzelmeisterschaft U17     | Mixed       | 3     | Knoll / Marinello (West)                                                           |
| 1999/2000   | Deutsche Einzelmeisterschaft U17     | Dameneinzel | 1     | Sandra Marinello (BV Wesel Rot-Weiss)                                              |
| 1999/2000   | Deutsche Einzelmeisterschaft U17     | Damendoppel | 1     | Sandra Marinello / Birgit Overzier (BV Wesel Rot-Weiss / TTC Brauweiler 1948)      |
| 2000/2001   | Deutsche Einzelmeisterschaft U19     | Mixed       | 3     | Philipp Droste / Sandra Marinello (VfB Lübeck / PSV / RTV Remscheid)               |
| 2000/2001   | Deutsche Einzelmeisterschaft U19     | Dameneinzel | 3     | Sandra Marinello (PSV / RTV Remscheid)                                             |
| 2000/2001   | Deutsche Einzelmeisterschaft U19     | Damendoppel | 2     | Sandra Marinello / Birgit Overzier (PSV / RTV Remscheid / TTC Brauweiler)          |
| 2001/2002   | Deutsche Einzelmeisterschaft         | Damendoppel | 3     | Sandra Marinello (SC Union 08 Lüdinghausen) / Birgit Overzier (TuS Gildehaus)      |
| 2001/2002   | Deutsche Einzelmeisterschaft U19     | Damendoppel | 1     | Birgit Overzier / Sandra Marinello (SC Union 08 Lüdinghausen)                      |
| 2001/2002   | Deutsche Einzelmeisterschaft U19     | Dameneinzel | 2     | Sandra Marinello (SC Union 08 Lüdinghausen)                                        |
| 2002/2003   | Deutsche Einzelmeisterschaft         | Mixed       | 2     | Jochen Cassel / Sandra Marinello (Post SV Ludwigshafen / SC Union 08 Lüdinghausen) |
| 2002/2003   | Deutsche Einzelmeisterschaft         | Damendoppel | 3     | Sandra Marinello / Caren Hückstädt (Union Lüdinghausen / 1. BCW Hütschenhausen)    |
| 2002/2003   | Deutsche Einzelmeisterschaft U22     | Damendoppel | 1     | Sandra Marinello / Kathrin Hoffmann (SC Union 08 Lüdinghausen / TSV Neuhausen)     |
| 2004/2005   | Deutsche Einzelmeisterschaft         | Damendoppel | 2     | Kathrin Piotrowski / Sandra Marinello (FC Langenfeld / SC Union 08 Lüdinghausen)   |
| 2004/2005   | Deutsche Einzelmeisterschaft         | Mixed       | 3     | Kristof Hopp / Sandra Marinello (1. BC Bischmisheim / SC Union 08 Lüdinghausen)    |
| 2005        | Portugal International               | Damendoppel | 1     | Sandra Marinello / Katrin Piotrowski                                               |
| 2005        | Finnish International                | Damendoppel | 1     | Sandra Marinello / Kathrin Piotrowski                                              |
| 2005/2006   | Deutsche Einzelmeisterschaft         | Damendoppel | 2     | Kathrin Piotrowski (1. BC Bischmisheim) / Sandra Marinello (PSV Ludwigshafen)      |
| 2008 / 2009 | Deutsche Einzelmeisterschaft         | Damendoppel | 1     | Birgit Overzier (1. BC Beuel) / Sandra Marinello (1. BC Düren)                     |
| 2009        | Dutch International                  | Damendoppel | 2     | Sandra Marinello / Birgit Overzier                                                 |
| 2009/2010   | Deutsche Einzelmeisterschaft         | Mixed       | 2     | Johannes Schöttler (1. BC Bischmisheim) / Sandra Marinello (1. BC Düren)           |
| 2009 / 2010 | Deutsche Einzelmeisterschaft         | Damendoppel | 1     | Birgit Overzier (1. BC Beuel) / Sandra Marinello (1. BC Düren)                     |
| 2010 / 2011 | Deutsche Einzelmeisterschaft         | Damendoppel | 1     | Birgit Overzier (1. BC Beuel) / Sandra Marinello (1. BC Düren)                     |
| 2011 / 2012 | Deutsche Einzelmeisterschaft         | Damendoppel | 1     | Birgit Overzier (1. BC Beuel) / Sandra Marinello (1. BC Düren)                     |
| 2012        | Mannschaftseuropameisterschaft       | Damenteam   | 1     | Deutschland                                                                        |